# Windbeutel
Windbeutel anomenat també ofenküchlein a Suïssa és un pastís elaborat massa de lioneses cuita al forn i farcida amb nata muntada, crema de vainilla o algunes vegades compota de fruites. Els farcits menys clàssics poden ser no tan dolços, hi ha variants que inclouen formatge blanc fresc aromatitzat amb fines herbes, o bé formatge quark, o sinó llesques d'embotit, etc.
Els petits windbeutel de tot just uns centímetres de diàmetre es denominen "lioneses" en català i són comuns a la cuina catalana i arreu d'Europa.